# Stadt & Frau Modellprojekt

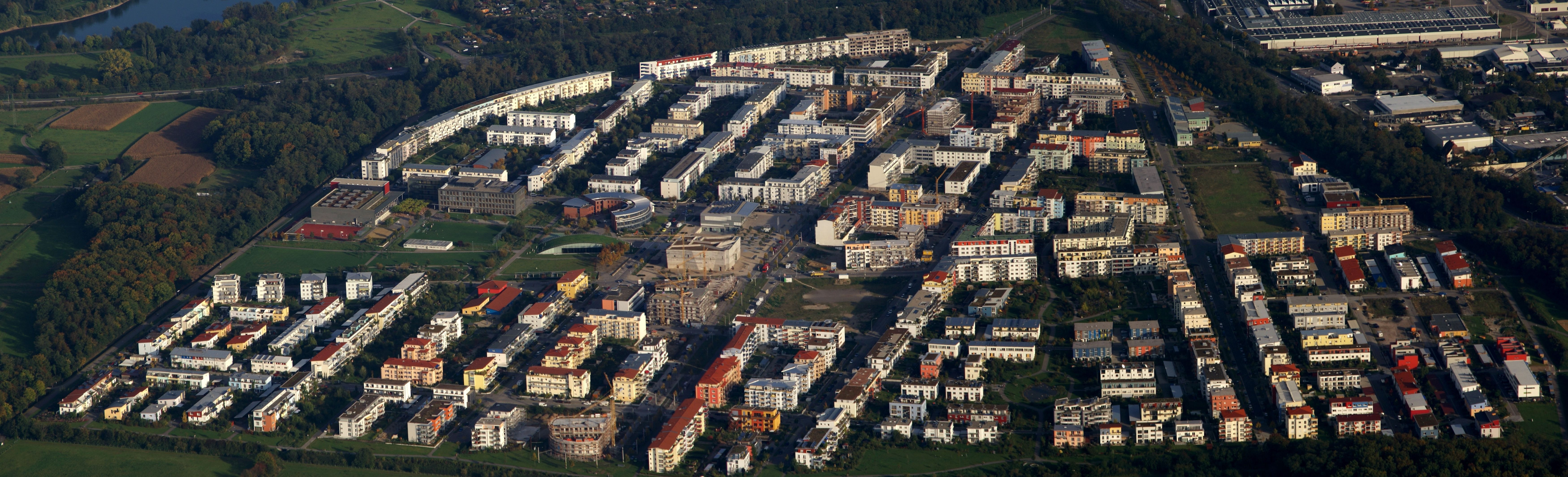
Schrägluftbild von Freiburg Rieselfeld, Blickrichtung Südosten

Das Projekt Stadt & Frau („Frauen planen und bauen - nicht nur für Frauen“) ist ein Wohnmodellprojekt für feministische Planungsaspekte in Freiburg im Breisgau, welches komplett von (Fach-)Frauen geplant und umgesetzt wurde. Das Projekt Stadt & Frau auf der Konversionsfläche in Freiburg Rieselfeld wurde von einer Gruppe von Frauen, darunter Architektinnen, ins Leben gerufen. Es ist nur ein Teil einer großen Stadterweiterungsmaßnahme auf dem ehemaligen städtischen Rieselfeld. Im ersten Schritt der Entstehung des Projekts wurde 1991 ein Arbeitskreis aus interessierten Frauen gegründet, später auch ein Verein und eine Genossenschaft, die frauengerechten Wohnraum einforderten. Das Projekt wurde dabei vollständig von Frauen eben jenes Vereines geplant, demnach entsteht ein Projekt unter dem Motto „Frauen planen und bauen - nicht nur für Frauen“. Dieses Projekt ist ein Beispiel für gendergerechte Stadtplanung. Bei städtebaulichen Frauenprojekten sollen besonders die Bedürfnisse der Frauen entsprechend ihrem Lebensalltag eingebracht werden.

## Modellprojekt Stadt + Frau

### Gesamtstädtischer Kontext

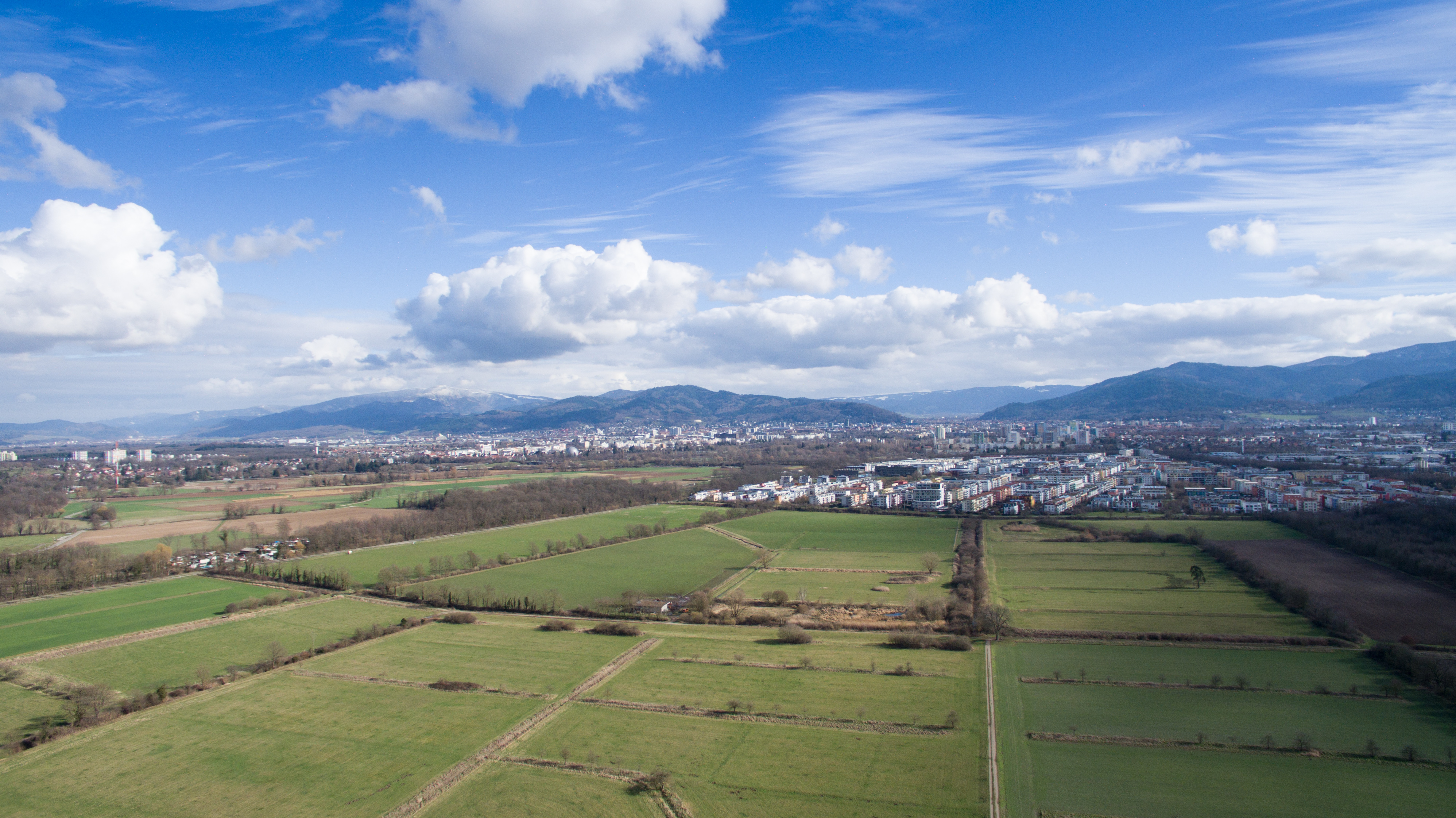
Naturschutzgebiet Freiburg Rieselfeld (westlicher Teil)

Freiburg im Breisgau liegt im Südwesten von Baden-Württemberg und ist mit über 230.000 Einwohnern eine Großstadt in Deutschland. Freiburg ist von einem kontinuierlichen Bevölkerungswachstum geprägt, weshalb die Stadt im vergangenen Jahrzehnt die neuen Stadtviertel Rieselfeld und Vauban gebaut hat, um den Bedarf an Wohnraum decken zu können. Der Stadtteil Rieselfeld liegt im Westen von Freiburg. Auf dem rund 300 ha großen Gelände wurden früher die Abwässer der Stadt „verrieselt“. Durch die Modernisierung der Stadtentwässerungsmethoden wurde dieses Verfahren eingestellt und 1986 das Rieselfeld geschlossen. Danach lag die Fläche einige Jahre brach. Der westliche Teil des Rieselfelds wurde, mit rund 250 ha, zu einem Natura 2000 Gebiet erklärt und steht heute unter Naturschutz. Die restliche Fläche wurde als neuer Stadtteil in Freiburg geplant, in dem heute über 10.000 Menschen leben. Infolge des hohen Wohndrucks in der Stadt Freiburg sind die Grundstücksparzellen kleiner geschnitten ebenso ist vornehmlich Geschosswohnungsbau vorgesehen, um im Stadtteil Wohnungen für alle Einkommensschichten entstehen zu lassen. Der Stadtteil verfügt über einen Stadtbahnanschluss und Einrichtungen für den täglichen Bedarf, außerdem bietet er viele Arbeitsplätze. Dort soll ein lebenswerter Raum für alle entstehen, mit dem sich die Menschen identifizieren können. In diesem Fall wurde besonders an die Frauen gedacht und es wurde versucht ein Stadtteil auch aus der Sicht von Frauen zu bilden. Dadurch ist tatsächlich ein Stadtteil für alle entstanden. Das Projekt Stadt & Frau befindet sich am östlichen Eingang des Stadtteils Rieselfeld.

### Entstehungsprozess von Stadt & Frau
Die Stadterweiterung für das Rieselfeld wurde durch einen Gemeinderatsbeschluss entschieden. Dabei wurde die Fläche für die Bebauung auf 78 ha eingegrenzt und der Rest des Feldes unter Landschaftsschutz gestellt. Im Anschluss wurde für das Gebiet ein städtebaulicher Ideenwettbewerb ausgelobt. Unter anderem sollte durch den Wettbewerb sichergestellt werden, dass das Verhältnis von gefördertem zu finanziertem Wohnungsbau gleichwertig ist. Eine weitere Besonderheit war, dass bereits im Auslobungstext Aussagen über eine frauen- und kindgerechte Planung im Stadtteil unternommen wurden. Im weiteren Verlauf sollte die Frauen- und Kindegerechtigkeit eines der Hauptziele für den Ideenwettbewerb werden. Aufgrund der positiven Grundlage durch die frauen- und kinderfreundliche Planung im Zuge des Wettbewerbs und einem feministischer geprägten Stadtplanungsamt wurde es interessierten Frauen leichter gemacht ihre Ideen umzusetzen. Es gab eine Gruppe von Frauen aus den verschiedensten Berufsgruppen, die sich für die Beteiligung von Frauen an der Planung aussprachen. Diese machten bereits seit 1990 drauf aufmerksam, dass die weiblichen Betrachtungsaspekte in der Stadtplanung immer noch nicht berücksichtigt werden. Die Hauptargumentation stützte sich drauf, dass Frauen aufgrund dessen, dass sie sich dort am meisten aufhalten, Wohnexpertinnen sind. Trotz dieser Expertise werden immer noch nicht genügend Frauen im Stadtplanungssektor beschäftigt. Mit diesem Grundgedanken wurde 1990 ein Arbeitskreis für frauengerechtes Wohnen gegründet. Als dann 1991 bis 1992 der städtebauliche Ideenwettbewerb folgte, arbeitete der Arbeitskreis einen frauenorientierten Kriterienkatalog, für eine Entwicklung des neuen Stadtteils aus. Ein Jahr später organisierte der Arbeitskreis ein Seminar mit dem Titel „Frauenorientierte Prozessplanung“. Daraufhin wurden die Zielvorstellungen des Arbeitskreises, einen eigenen Teil des neuen Stadtteils zu bebauen, ausgeführt.

## Planungsprozess

### Verein Stadt & Frau e.V.
Die Architektinnen des Vereins arbeiteten gemeinsam mit anderen interessierten Frauen stellvertretend für die späteren Bewohnerinnen ein Gesamtkonzept für alle drei Bauabschnitte mit Wohnungserschließung und Parkierung aus. Für den ersten und den zweiten Bauabschnitt wurden Vorentwürfe gefertigt und dann Bauträger für das gesamte Projekt gesucht. Die weiteren konkreten Schritte wurden durch die Gründung des Vereins Stadt & Frau e. V. im Jahr 1993 unternommen. Dieser gründete sich aus dem Arbeitskreis, wobei die Beteiligten die Chance sahen, den erarbeiteten frauenorientierten Kriterienkatalog in die weitere Bürgerbeteiligung einfließen zu lassen. Dadurch bot sich die konkrete Chance, die Ideen an einem Bauprojekt anwenden zu können. In der folgenden Zeit war es für den Verein von besonderer Relevanz, durch Öffentlichkeitsarbeit und Informationsveranstaltungen Präsenz zu zeigen. Durch professionelle Unterstützung von Fachfrauen wurden dann im Mai 1994 fünf Grundstücke für das Projekt reserviert. Bis dahin war die Finanzierung noch nicht geklärt, aber die Stadt Freiburg unterstützte das Projekt mit einer professionellen Begleitung, die bei planungsrechtlichen Fragen und der Verwaltung helfen sollte. Innerhalb des Vereins waren auch Architektinnen tätig, die dann zusammen mit anderen interessierten Frauen an einem Gesamtkonzept für die späteren drei Bauabschnitte arbeiteten. Diese Pläne beinhalteten bereits konkrete Überlegungen zur Wohnungserschließung oder Parkierung. Für den ersten und den zweiten Bauabschnitt wurden sogar schon Vorentwürfe gezeichnet. Im nächsten Schritt galt es, einen Bauträger zu finden, da der Verein die Finanzierung nicht selbstständig tragen konnte. Nachdem dieser gefunden war, wurde eine Vereinbarung zwischen Verein und Bauträger beschlossen, die vorsah, den Planungsauftrag an die Architektinnen aus dem Verein zu vergeben. Die Architektinnen Renate Bert, Charlotte Smuda-Jeschek, Ursula E. Müller und Ingeborg Thor-Klauser arbeiteten als Architektinnengemeinschaft Bert, Müller, Smuda-Jeschenk gemeinsam mit dem Büro Thor-Klauser an der weiteren Planung für den ersten und zweiten Bauabschnitt. Für die Freiraumgestaltung wurde die Landschaftsarchitektin Mathilde Laccarino-Kirchner eingebunden. Für den dritten Bauabschnitt schrieb die Stadt Freiburg einen Realisierungswettbewerb vor, welcher dann von den Architektinnen aus dem Verein Stadt & Frau e. V. und dem Bauträger ausgeschrieben wurde. Die Ausschreibung des Wettbewerbs war so gestellt, dass dieser sich ausschließlich an Fachfrauen richtete und auch die Jury bestand, die Mitglieder des Bauträgers ausgenommen, aus Frauen. Dadurch war dieser Architekturwettbewerb der erste, der sich ausschließlich an Architektinnen richtete. Das Büro evaplan aus Karlsruhe konnte den Wettbewerb im Jahr 1996 für sich entscheiden. Im Rahmen des Projekts wurde frühzeitig ein Belegungsplan für die Wohnungen erstellt. Dadurch wurden die zukünftigen Mieter unmittelbar in den Planungsprozess mit eingebunden, was viele Vorteile, aber auch Nachteile mit sich brachte. Zu den Vorteilen gehörte, dass durch die umfangreiche Beteiligung der zukünftigen Mieter besser auf deren Bedürfnisse eingegangen werden konnte. Es wurden dazu Umfragen erstellt und der Verein Stadt & Frau e. V. veranstaltete viele Informationsabende, Bewohnertreffs, Info-Stände. Ebenso wurden Presseberichte herausgegeben. Durch das frühzeitige Einbinden sollte ein soziales Netzwerk und eine starke Nachbarschaftsgemeinschaft zwischen den zukünftigen Bewohnern entstehen. Ein bedeutender Nachteil der frühzeitigen Beteiligung waren die vielen Ungewissheiten für die Mieter, die erst im Verlauf des Projekts behoben werden konnten. Infolgedessen haben nur rund 70 Prozent der ursprünglichen Interessentinnen den langen Planungsprozess von rund dreieinhalb Jahren durchgehalten und sind schlussendlich eingezogen.

### Wohnungsbaugenossenschaft Stadt & Frau e.G.
Das Wohnprojekt Stadt & Frau hat ein hohes Identifikationspotential für die Bewohner. Um stärker unabhängig von äußeren Einflüssen zu sein wurde im März 1996 von dem Verein Stadt & Frau und zukünftigen Bewohner eine Wohnungsgenossenschaft gegründet. Die Ziele des Vereins und die der Genossenschaft sollten zum Großteil übereinstimmen. Die Genossenschaft übernahm nun die Aufgabe der Verwaltung des Wohnprojekts und die Beteiligung aller Nutzer an anstehenden Entscheidungen sowie die Aufgabe, eine Vorauswahl für künftige Mieter zu finden. Ausgenommen der geförderten Wohnungen, die in Absprache mit dem Amt für Wohnungswesen der Stadt Freiburg vergeben wurden. Um den Bewohnern ein stärkeres Sicherheitsgefühl zu gewährleisten, war ein langfristiges Ziel, dass mit dem Wohnraum nicht spekuliert werden konnte. Es sollte für die Bewohner ein „eigentumsähnliches Dauerwohnrecht“ entstehen. Eine eigenständige Verwaltung kann dadurch erzielt werden, dass die Genossenschaft selbst zur Wohnungseigentümerin oder Bauherrin wird. Zunächst wurden die Wohnungen von dem Bauträger hergestellt und die Kapitalanleger erwarben diese. Die Verwaltung übernahm zunächst die gegründete Wohnbaugenossenschaft, diese wurde allerdings im Laufe der Zeit an einen kommerziellen Verwalter übergeben. Der ursprüngliche Plan sah vor, dass die Wohnungsgenossenschaft den dritten Bauabschnitt selbstständig realisierte. Allerdings war das Grundstück nicht mehr zu erwerben, weil der Bauträger das Grundstück gekauft hatte und äußerst hohe Forderungen stellte. Aufgrund dessen konnte das Vorhaben nicht umgesetzt werden. Schlussendlich wurde im Jahr 2000 eine Bauleutegemeinschaft gegründet, die den Bauabschnitt in umwelt- und energiebewusster Bauart zu frei finanziertem Wohnungsbau entwickelte. Im Jahr 2006 wurde die Wohnungsbaugenossenschaft aufgelöst.

## Bebauung
Im Dezember 1997 startete der Baubeginn für den ersten und zweiten Bauabschnitt. Die Wohnungsvergabe für die insgesamt 65 Wohnungen erfolgte durch ein Gremium der zukünftigen Bewohner in Kooperation mit dem Amt für Wohnungswesen der Stadt Freiburg. Ein Jahr später erfolgte die Fertigstellung und der Bezug des Bauabschnitts eins. Im darauffolgenden Herbst der zweite Bauabschnitt. Der Baubeginn des Bauabschnitts drei verzögerte sich durch die Insolvenz des Bauträgers. Dieser konnte im Jahr 2001 schließlich bezogen werden.

### Wohnungen
Die insgesamt 65 Wohnungen, angeordnet in einer L-förmigen Blockrandbebauung entlang der Rieselfeldallee und der Adelheid-Steinmann-Straße, wurden in die besagten drei Bauabschnitte unterteilt. Die 65 Wohneinheiten teilen sich in 1- bis 5-Zimmer-Wohnungen auf. Insgesamt handelt es sich um 4.800 m² Wohnfläche und zusätzliche 450 m² Fläche zur gemeinschaftlichen Nutzung, sowie weitere 250 m² als gewerblich nutzbare Fläche. In den ersten beiden Bauabschnitten befinden sich insgesamt 40 Wohnungen, von denen 34 öffentlich geförderte Mietwohnungen mit unterschiedlichem Mietniveau sind. Die verbleibenden Wohnungen sind für die Eigentümer bestimmt, die diese selbst nutzen möchten. Der dritte Bauabschnitt besteht aus einem fünfgeschossigen Eckgebäudeensemble, das Teil der Blockrandbebauung ist. Das Gebäude besteht aus zwei Baukörpern, die über einen verglasten Erschließungsbereich mit Treppenhaus und Aufzug erschlossen werden. Die Transparenz der großzügig gestalteten Erschließungszone der Gebäude und gut einsehbare Treppenhäuser waren für dieses Projekt besonders wichtig, um Angsträume zu vermeiden und für Frauen eine sichere Umgebung zu schaffen. Die Erschließung der Wohnungen erfolgt über verglaste Laubengänge. An der südöstlichen Häuserfassade wurde eine Art „Pufferzone“ in Form von verglasten Wintergärten entworfen, die in den Übergangsmonaten als Wohnerweiterung genutzt werden können. Im Westflügel des Gebäudes befinden sich im Erdgeschoss gewerbliche Nutzungen, wie Cafés und Büros und in den Obergeschossen Wohnungen für Wohngemeinschaften mit großer Wohnküche, eigenem Badezimmer und individuell nutzbaren Räumen. Die eigentliche Besonderheit dieses Wohnprojekts sind die variablen Grundrisse. Diese können durch einfache bauliche Maßnahmen an die verschiedenen Lebensphasen oder -konzepte der Bewohner angepasst werden. Die Nutzungsvarianten der Grundrisse sind individuell gestaltbar. Aus einer ehemaligen 5-Zimmer-Wohnung für eine Familie mit zwei Kindern können, durch das Ziehen von neuen nicht tragenden Wänden, zwei Wohnungen entstehen. Die beide mit einer eigenen Küche, einem Badezimmer und sogar einem Balkon voll ausgestattet sind. Die Küchen sind bei jeder Wohnungsaufteilung mit Blick und Rufkontakt zum Innenhof orientiert und die Bäder sind immer Tageslichtbäder. Für diese flexible Gestaltung aller Wohnungen wurde darauf geachtet, dass die Grundrisse nicht nach klassischen Mustern entworfen wurden. Die Räume sollten möglichst nutzungsneutral und alle circa gleich groß entworfen sein. Die Freiräume sind deutlich zoniert in private, halböffentliche und öffentliche Ressorts, die Platz für eine vielfältige Nutzung bieten. Ganz im Sinne von Virginia Woolf, „A Room of One’s Own“ wurde bei der Erstellung der Grundrisse drauf geachtet, dass jede Person ein Zimmer für sich allein bekommt. Dabei wurde das Konzept verfolgt in ihrer Nutzung austauschbare, aber auch gleichwertige Räume zu bilden. Es ist bei allen Wohnungen möglich Einzelräume dazu zuschalten oder an die Nachbarwohnung abzugeben, falls Kinder oder pflegebedürftige Personen dazu kommen oder die Familie aufgrund von Scheidungen oder dem Auszug der Kinder verkleinert wird. Die gesamte Gestaltung der Wohnungen ist drauf ausgelegt, Frauen die Vereinbarkeit von Beruf und Haushalt zu erleichtern. Frauen mit Kinderwagen und Kleinkindern oder Frauen, die ihre Angehörigen pflegen, wird durch die Barrierefreiheit Erleichterung geschaffen. Die großen Wohnküchen erleichtern ein gemeinsames Arbeiten in der Küche. Durch diese Flexibilität der Wohnungsgrundrisse entsteht auch eine flexiblere Wahrnehmung des Rollenverhältnisses zwischen Mann und Frau. Außerdem fördert diese Wohnsituation das Entstehen einer Gemeinschaft und die Integration unterschiedlicher sozialer Gruppen.

### Erschließung
Im Gebäude gibt es viele verschiedene Eingänge, die direkt an der Straße gelegen sind, um den öffentlichen Raum zu beleben. Ebenso gibt es auch zwischen der Straße und dem Platz auf der Rückseite des Gebäudes viele Durchgänge. In den oberen Geschossen des Gebäudes sind die Wohnungen über Galerien miteinander verbunden. Diese verbreitern sich durch Vor- und Rücksprünge und bieten dadurch ausreichend Platz für ein nachbarschaftliches Miteinander, Abstellfläche für Kinderwägen, Dreiräder, Rollatoren oder für gestalterische Elemente wie Blumenkästen. Die Treppenhäuser und Eingänge sind übersichtlich und angenehm gestaltet, um eine Möglichkeit der Kommunikation zu fördern und dem Entstehen von Angsträumen entgegenzuwirken.

### Gemeinschaftsräume
Die Gemeinschaftsräume bilden das zentrale Glied in dem Wohnprojekt. Das spiegelt sich auch in der Lage wider; so befinden sich die Gemeinschaftsräume teilweise einfach erreichbar in der Erschließungszone und andere werden in ihrer Wertigkeit betont, indem sie in den Dachgeschossen liegen mit einer eigenen zugeteilten Dachterrasse. Die gemeinsam genutzten Räume sollen als Ergänzung zu der privaten Wohnung dienen und diese können ohne zusätzliche Kosten genutzt werden, da die Kosten dafür auf die Kosten der Wohnungen umgelegt werden. Die Größe der Gemeinschaftsräume am Anteil der gesamten Wohnfläche ist mit zehn Prozent im Verhältnis zu anderen Projekten relativ hoch. Dahinter steht das Konzept, dass in diesen variabel nutzbaren Räumen primär Raum für selbstorganisierte Frauenkultur sein soll. Falls nach den Gemeinschaftsräumen nur eine geringe Nachfrage besteht, können diese in Wohnungen integriert werden. In Bauabschnitt eins haben sich die Gemeinschaftsräume allerdings außerordentlich gut bewährt, vor Ort hat die Hausgemeinschaft gemeinsam über die Nutzung entschieden. Dort werden verschiedensten Aktivitäten angeboten, wie Mittagstisch-Initiativen, Krabbel-, Gymnastik-, Tanz- oder Musikgruppen. Es werden sogar Veranstaltungen für den gesamten Stadtteil angeboten, wie Kinderkino oder Bürgertreffen. Wenn Gemeinschaftsräume als Hobby- oder Kinderspielräume genutzt werden, ist die Entlastung für die Frauen besonders groß, wenn Sichtbeziehungen zu Räumen mit einer anderen Nutzungsmöglichkeit bestehen, wie zum Beispiel die Waschküche. Dadurch können die Betreuungs- mit der Hausarbeit vereinbart werden.

### Gewerberäume
Die 250 m² gewerblich nutzbare Fläche soll Raum für „frauenfreundliche“ Erwerbstätigkeitsplätze liefern. Diese sind nicht nur attraktiv, weil sie sich direkt im Wohngebäude sowie in der Nähe einer Kita befinden, sondern auch, da damit längere Pendlerstrecken wegfallen würden.

## Ziele
Die Hauptakteure sowie auch die Zielgruppen für dieses Projekt sind weiblich. Das Wohnprojekt richtet sich an alleinlebende, alleinerziehende Frauen, an Frauen, die Beruf und Familie besser vereinbaren wollen und an getrennt wohnende Eltern, die ihre Kinder zusammen aufziehen wollen. Es sind Mieter mit und ohne Sozialwohnungsberechtigung willkommen. Außerdem werden Personen angesprochen, die in einem guten nachbarschaftlichen Verhältnis leben wollen. Weiterhin sollen auch Anleger und Gewerbetreibende in das Projekt investieren. Die Arbeitsgruppe und der Verein Stadt & Frau wollten die Belange der Frauen nicht nur in den neuen Stadtteil Rieselfeld, sondern allgemein in die Stadt- und Wohnraumplanung einbringen. In der Architektur sind Männer häufig in leitenden Positionen und planen die Lebensräume, die eigentlich hauptsächlich von Frauen genutzt werden. Die männlichen Bedürfnisse stehen im Mittelpunkt und die Planung richtet sich nach dem Alltag der Person, die versorgt und häufig ausschließlich erwerbstätig ist. Männer können häufig die Belange der Frauen nicht ausreichend erfassen, weshalb diese nur unzureichend in die Planung eingebracht werden. Deshalb sollten bei dem Projekt „Frauen planen und bauen - nicht nur für Frauen“ angemessene Arbeits-, Wohn- und Lebensbedingungen hergestellt werden, unterstützt durch architektonische Maßnahmen. In den meisten Familienkonstellationen übernimmt die Frau, meist zusätzlich zur Berufstätigkeit, weiterhin die Rolle der Versorgenden und verbringt mehr Zeit in der häuslichen Umgebung. Diese Wohnanlagen sollten die gesellschaftliche Wertschätzung von Frauen ausdrücken und die Anpassung der Wohnverhältnisse an den komplexen Alltag der Frauen und die sich wandelnden Lebensmodelle ermöglichen. Dabei spielte auch die Partizipation durch explizite Beteiligung von Frauen und speziell auch Fachfrauen an diesem Wohnprojekt eine tragende Rolle. Eine Vereinigung der Funktionsbereiche Arbeiten, Wohnen, Versorgung und kulturelle Aktivitäten sollte den Alltag einer Frau entlasten und somit das traditionelle Rollenbild einer Frau verändert werden. Deswegen wurden die Wohnungen auch für verschiedenen Lebenskonzepte und -phasen erstellt. Dadurch sollte das Rollenverhältnis vom Mann als Versorger und der Frau als Hausfrau modernisiert werden, ein Zusammenleben auf einer gleichberechtigten Basis sollte möglich gemacht werden. Die zukünftigen Mieter waren Teil des Entstehungsprozesses und konnten ihr Wissen direkt in den Bau- und Planungsprozess einfließen lassen. Die Besonderheit dieses städtebaulichen Entwurfs beinhaltete, dass durch die kleinteilige Parzellierung verhindert wurde, dass der Entwurf nur durch Großinvestoren umgesetzt werden konnte. Außerdem spiegelte sich die Vielseitigkeit auch in der Architektur wider. Das Ziel war die feministische Theorie auch in der Architektur umzusetzen. Der anonyme Architekten-Wettbewerb war aufgrund dessen ebenfalls ein Zeichen für die Gleichbehandlung und dadurch auch qualitätssichernd. Durch das Wohnprojekt „Frauen planen und bauen - nicht nur für Frauen“ wurden auch neue Wege der finanziellen Umsetzungsmöglichkeiten aufgezeigt. Das gesamte Projekt sollte als Leuchtturmprojekt für Folgeprojekte dienen und dadurch weitere feministische Planungen begünstigen.

## Feministische Planungsaspekte
An dem Projekt „Frauen planen und bauen - nicht nur für Frauen“ können einige konkrete feministische Planungsaspekte festgemacht werden, die sich auch auf andere Projekte im Bereich des Geschosswohnungsbaus übertragen lassen. Grundsätzlich erfolgte die Planung des gesamten Projekts durch Architektinnen und andere Fachfrauen, ebenso die Durchsetzung eines reinen Architektinnen Wettbewerbs. Eine der größten Innovationen in diesem Projekt war die Möglichkeit die Wohnungen verknüpfen zu können und diese dadurch zu vergrößern und zu verkleinern, wodurch differenzierte Wohnungsgrößen möglich waren. Die Wohnungen sind alle barrierefrei erreichbar, durch Aufzüge und können bei Bedarf behindertengerecht umgebaut werden. Außerdem sieht das Konzept hier vor, dass jeder einen eigenen, gleich großen Raum bekommt. Die Küche ist der zentrale Wohnraum und die Gemeinschaftsräume fördern die Kommunikation und eine nachbarschaftliche Hausgemeinschaft. Die Hausgemeinschaft ist für viele Frauen von großer Bedeutung und erleichtert den Alltag. Viele Dienste, wie Blumengießen während eines Urlaubs, Schlüssel hinterlegen oder Babysitting können in einer Wechselbeziehung von Nachbarn ausgetauscht werden. Diese Dienste könnten sonst nur mit größerem Aufwand organisiert werden. Ein weiterer Aspekt, der auf andere Projekte übertragbar ist, sind transparent gestaltete öffentliche und halböffentliche Bereiche mit Blick und Rufkontakt zur Straße als auch zum Innenhof. Dadurch verstärkt sich das Sicherheitsempfinden und es erleichtert die Orientierung. Bei der Gestaltung des öffentlichen Raums kann darauf geachtet werden, dass die halböffentlichen Zwischenräume als Treffpunkte gestaltet werden können und zum Beispiel ebenerdige Abstellflächen für Kinderwägen oder auch Fahrräder verfügbar sind. Ein weiterer wichtiger Punkt ist die Nähe zu Einkaufsmöglichkeiten, Bildungsinfrastruktur, Kindergärten, Spielplätzen, Sport- und Gesundheitseinrichtungen, und Haltestellen Öffentlicher Verkehrsmittel. Durch die kurzen Wege kann die Trennung der Funktionsbereiche Arbeit, Wohnen und Freizeitaktivitäten verringert werden. Eine Unabhängigkeit vom Auto unterstützt die Selbstständigkeit der Kinder. Ein zusätzlicher Punkt ist, dass preiswerter Wohnraum, Frauen die Vereinbarkeit von Beruf und Kindern möglich macht, indem Arbeitsplatz und Wohnort in der gleichen Stadt liegen und keine langen Pendlerstrecken entstehen.

## Fazit
Das Projekt Stadt & Frau zeigt, dass Projekte, die die Bedürfnisse der weiblichen Bevölkerung berücksichtigen, viel Anklang finden. Die flexiblen Grundrisse und andere architektonische Maßnahmen lassen sich auf weitere Projekte übertragen. Die Stadt- und Landschaftsplanerischen Ansätze können häufig durch einfache Maßnahmen umgesetzt werden und unterstützen dadurch nicht nur Frauen in ihrem Alltag. Hier kann unter anderem die transparente Gestaltung der Hauseingänge oder die Herstellung von Sichtkontakt zwischen Kinderspielstätte und Küche angeführt werden. Dadurch werden Angsträume vermieden und die Kombination von Haushaltstätigkeiten und Kinderbeschäftigung möglich gemacht. Diese einfachen Maßnahmen sind jedoch geniale Schachzüge für eine frauenorientierte Planung und laut der Architektin Ingeborg Thor-Klauser nur möglich, weil viele Ideen von den zukünftigen Bewohnerinnen berücksichtigt wurden und deren Einfälle frühzeitig in den Planungsprozess eingearbeitet werden konnten. Dadurch ist die Zufriedenheit der Bewohner äußerst hoch, was sich auch in Zahlen widerspiegelt. Fünfzehn Jahre nach Beendigung des Bauprozesses wohnen immer noch 80 Prozent der Erstbezieher in Bauabschnitt eins. Das Projekt hat nicht nur eine wichtige integrierende Rolle für den Stadtteil übernommen, sondern auch gezeigt, dass geschlechtergerechte Planung auch ohne zusätzliche Kosten realisiert werden kann. Bisher ist es das einzige Projekt in Freiburg, das für Frauen von Frauen entstanden ist. Weshalb es von der Stadt als Prestige-Projekt betrachtet wird. Die architektonischen und sozialen Qualitäten stoßen auf viel positive Resonanz. Daher gab es ursprünglich auch das Interesse von Seiten des Stadtplanungsamts weitere Projekte dieser Art umzusetzen. Allerdings ist das Projekt bisher das Einzige seiner Art. Ein geringer politischer Wille und fehlende nötige Sensibilität für das Thema können dahingehend vermutet werden. Bei der Verwirklichung von Projekten durch Investoren und kommerziellen Projektentwicklern ist der Gewinn der ausschlaggebende Punkt, Geschlechtergerechtigkeit ist selten ein Kriterium. Die Stadtverwaltung könnte das ändern, indem sie bei der Veräußerung von Grund und Boden die Forderung nach geschlechtergerechter Architektur und Planung stellt. Nicht nur in Freiburg, sondern in den meisten Großstädten ist Wohnraumknappheit ein Problem, für das Lösungen gesucht werden, die es möglich machen, die Flächennutzung variabel an verschiedene Lebensphasen zu adaptieren. Viele Menschen wechseln ihren Wohnsitz nicht freiwillig, da bei einem Umzug hohe Kosten und Aufwand entstehen. Die flexiblen Grundrisse könnten dafür eine Lösung sein, denn sie bieten die Möglichkeit die Wohnsituation an eine neue Lebensphase anzupassen. Das Besonders an dem Projekt Stadt & Frau ist, dass dieses Projekt komplett von Frauen initiiert wurde. Von Beginn der Planung über die Vereinsgründung bis zur Ausführungsplanung waren lediglich Frauen aktiv. Eine These, die sich draus ableiten lässt, ist, dass eine verstärkte Institutionalisierung frauengerechter Aspekte im Rahmen von städtebaulichen Planungen irgendwann die Normen darstellen könnten und in die stadtplanerischen Strukturen Einzug hält, sodass es nicht mehr explizit nennenswert ist und feministische Planung zum „Mainstream“ wird.